# Provincia São Tomé, São Tomé și Príncipe
São Tomé este o provincie  în  statul São Tomé și Príncipe, care se suprapune peste insula omonimă. Reședința sa este orașul São Tomé.

## Districte
Provincia este divizată în 6 districte (unități administrativ- teritoriale de ordinul II). Acestea sunt:
- Áqua Grande
- Cantagalo
- Caué
- Lembá
- Lobata
- Mé-Zóchi